# Tedania birhaphidora
Tedania birhaphidora är en svampdjursart som beskrevs av Boury-Esnault 1973. Tedania birhaphidora ingår i släktet Tedania och familjen Tedaniidae. Inga underarter finns listade i Catalogue of Life.